# Гуго де Ревель
Гуго де Ревель (фр. Guillaume de Chateauneuf; д/н —1277) — 19-й великий магістр ордену госпітальєрів у 1258—1277 роках.

## Життєпис
Походив з дофінеської шляхти. Перша письмова згадка відноситься до 1242 року, коли призначається каштеляном замку Крак де Шевальє. Перебував на посаді до 1248 року. Потім переїхав до монастиря госпітальєрів в Акру.
У 1251—1258 роках був великим командором ордена. 1251 року брав участь в арбітражі з Жаном Ібеліном, графом Яффи, щодо володінь в графстві Аскалон. 1257 року брав участь у вирішенні земельного конфлікту з Боемундом VI, князем Антіохії.
1258 року відповідно до заповіту Вільгельма де Шатонефа обирається очільником ордена госпітальєрів. Перший акт, підписаний на цій посаді, датується 9 жовтня 1258 року. Того ж року підтримав бертрана Ебріако, сеньора Гібелету, у протистоянні з Боемундом VI, князем Антіохії. З останнім госпітальєри замирилися 1260 року. Але війна з тамплієрами, союзниками антіохійського князя тривала. Лише 1262 року вдалося завершити війну, переважно на користь госпітальєрів. Того ж року придбав бенедиктинське абатство на горі Табор. 1263 року подальшому Ревель зміг відстояти Акку, у 1266 і 1267 роках фортецю Сафед. 1267 року вдалося укласти з Бейбарсом, султаном Єгипту, вигідний договір.
За цим розпочав рішучі зміни для збільшення надходження та поліпшення управління орденом. У 1262—1276 роках
Гуго де Ревель вніс 6 змін в основні розділи статуту ордену під час генеральних капітулів 1262, 1264, 1268, 1270, 1274 і 1276, згідно з якими заморські будинки (пріорати) госпітальєрів повинні були відправляти до Єрусалиму фіксовані кошти (респонс), тоді як раніше кількість коштів визначалося представниками ордену на місцях. Найменша адміністративна одиниця госпітальєрів, на які ділилися пріорат, стала іменуватися коменда (комендатарій), а її керівник — командором, але термін не прижився і був замінений пресептором. Поліпшення фінансового стану також сприяла діяльність скарбника ордену Жозефа де Шонсі.
За звитяги госпітальєрів папа римський Климент IV 4 липня 1267 року видав буллу, де оцінив подвиги при захисті християнських святинь та прочан. також вперше офіційно назвав голову госпітальєрів великим магістром, до того попередні папи римські називали їх лише магістрами.
У 1268 році Бейбарс захопив Антіохійської князівство, в результаті чого госпітальєри позбулися свого найбільшого володіння в Палестині і головного постачальника харчування, а замки ордену — Маргат і Крак де Шевальє перетворилися на анклави в Мамлюцькому султанаті без тилового забезпечення. Відтепер припаси доводилося везти з Європи. Наступальні дії госпітальєрів були паралізовані, більш того, вони насилу могли обороняти рештки володінь. 30 березня 1271 року госпітальєри не витримали облогу Крак де Шевальє, який капітулював, 7 квітня того ж року орден залишив місто Триполі. Втім невдовзі де Ревель уклав нове перемир'я з Бейбарсом.
Щоб покласти край чварам між хрестоносцями, провести реформування духовно-лицарських орденів з метою їх злиття, а також для консолідації сил для нового хрестового походу в 1274 році папа Григорій X скликав Другий Ліонський собор. Прелати намагалися використовувати такий випадок для підпорядкування керівництва лицарських орденів своєї влади. Але рішення про злиття орденів госпітальєрів і тамплієрів не було схвалено.
Гуго де Ревель помер між 1 квітня і 3 серпня 1277 року. Новим очільником ордену став Ніколя Лорна.